# Trygodes merta
Trygodes merta là một loài bướm đêm trong họ Geometridae.